# Procambarus okaloosae
Procambarus okaloosae är en kräftdjursart som beskrevs av Hobbs 1942. Procambarus okaloosae ingår i släktet Procambarus och familjen Cambaridae. IUCN kategoriserar arten globalt som livskraftig. Inga underarter finns listade i Catalogue of Life.